# Okhótnikove
Okhótnikove (en (ucraïnès): Охотникове, en rus: Охотниково) és un poble de la República Autònoma de Crimea a Ucraïna, que el 2014 tenia 1.550 habitants. Pertany al districte rural de Saki. Fins al 1948 la vila es deia Ibraïm-Bai.